# Lendvay Lajos
Lendvay Lajos névvariáns: Lendvai Lajos (Budapest, 1911. november 8. – Los Angeles, 1981. június 2.) magyar színész.

## Életpályája
1936-ban kapott színészi működési engedélyt 1937-ben Tolnay Andor vidéki társulatában szerepelt. 1938-ban az Erzsébetvárosi Színházban lépett fel. 1939–42-ben Pécsen volt szerződésben, 1943-ban az Újpesti Színházban, 1944-ben az Andrássy úti Színházban játszott. A háború után Egerben működött. 1950–1956 között a Nemzeti Színház tagja volt, majd elhagyta az országot. 1956 után Bécsben próbálkozott – sikertelenül – magyar színház alapításával. 1957–58-ban néhányszor fellépett és rendezett Bécsben. Később New Yorkba ment, majd Kaliforniában, Los Angelesben telepedett le.
Testvére: Lendvay Gyula is színész volt.

## Színházi szerepeiből
- William Shakespeare: Sok hűhó semmiért... János
- William Shakespeare: Othello... Lodovico
- Benjamin Jonson: Volpone... Bíró
- Vszevolod Vitaljevics Visnyevszkij: Feledhetetlen 1919... Vadbolszkij
- Katona József: Bánk bán... Myska bán
- Csiky Gergely: Buborékok... Hámor
- Mikszáth Kálmán: A vén gazember... Inokay Kornél báró
- Molnár Ferenc: A doktor úr... Dr. Sárkány
- Illyés Gyula: Az ozorai példa... Jószágigazgató
- Illyés Gyula: Fáklyaláng... Batthyány Kázmér
- Urbán Ernő: Tűzkeresztség... Talabér Misa
- Hervé: Nebáncsvirág... Chateau Gibis őrnagy, a helyőrség parancsnok
- Szirmai Albert – Bakonyi Károly – Gábor Andor: Mágnás Miska... Pixi gróf

## Filmes és televíziós szerepei
- Állami Áruház (1953)
- Rákóczi hadnagya (1954)
- Az élet hídja (1956)